# Windsor-Ouest
Pour les articles homonymes, voir Windsor.
Circonscription électorale fédérale du Canada
Windsor-Ouest est une circonscription électorale fédérale et provinciale en Ontario.
Elle possède une population de 122 219 habitants, dont 83 394 électeurs, sur un territoire de 83 km2.

## Circonscription fédérale
La circonscription est située sur l'extrême sud de l'Ontario sur les rives de la rivière Détroit. La circonscription se limite à la ville de Windsor.   
Les circonscriptions limitrophes sont Essex et Windsor—Tecumseh.  
L'actuel député fédéral est le néo-démocrate Brian Masse.

### Résultats électoraux
|       | Candidat            | Parti              | # de voix | % des voix |
|       | Henry Lau           | Conservateur       | +09 734,  | 20,75 %    |
|       | Dave Sundin         | Libéral            | +11 842,  | 25,25 %    |
|       | (x) Brian Masse     | NPD                | +24 085,  | 51,35 %    |
|       | Cora LaRussa        | Vert               | +01 083,  | 2,31 %     |
|       | Margaret Villamizar | Marxiste-léniniste | +00161,   | 0,34 %     |
| Total | Total               | Total              | 46 905    | 100 %      |

|       | Candidat            | Parti              | # de voix | % des voix |
|       | Lisa Lumley         | Conservateur       | +12 577,  | 31,64 %    |
|       | Melanie Deveau      | Libéral            | +04 327,  | 10,89 %    |
|       | (x) Brian Masse     | NPD                | +21 592,  | 54,33 %    |
|       | Alishia Fox         | Vert               | +01 096,  | 2,76 %     |
|       | Margaret Villamizar | Marxiste-léniniste | +00153,   | 0,38 %     |
| Total | Total               | Total              | 39 745    | 100 %      |

|       | Candidat            | Parti              | # de voix | % des voix |
|       | Lisa Lumley         | Conservateur       | +08 953,  | 22,58 %    |
|       | Larry Horwitz       | Libéral            | +07 369,  | 18,59 %    |
|       | (x) Brian Masse     | NPD                | +20 834,  | 52,54 %    |
|       | John Esposito       | Vert               | +02 253,  | 5,68 %     |
|       | Elizabeth Rowley    | Communiste         | +00125,   | 0,32 %     |
|       | Margaret Villamizar | Marxiste-léniniste | +00116,   | 0,29 %     |
| Total | Total               | Total              | 39 650    | 100 %      |

## Historique
La circonscription de Windsor-Ouest a été créée en 1966 à partir d'Essex-Est et d'Essex-Ouest.
| Législature                                     | Années       | Député | Député      | Parti         |
| ----------------------------------------------- | ------------ | ------ | ----------- | ------------- |
| Windsor-Ouest issue de Essex-Est et Essex-Ouest |              |        |             |               |
| 28e                                             | 1968–1972    |        | Herb Gray   | Libéral       |
| 29e                                             | 1972–1974    |        | Herb Gray   | Libéral       |
| 30e                                             | 1974–1979    |        | Herb Gray   | Libéral       |
| 31e                                             | 1979–1980    |        | Herb Gray   | Libéral       |
| 32e                                             | 1980–1984    |        | Herb Gray   | Libéral       |
| 33e                                             | 1984–1988    |        | Herb Gray   | Libéral       |
| 34e                                             | 1988–1993    |        | Herb Gray   | Libéral       |
| 35e                                             | 1993–1997    |        | Herb Gray   | Libéral       |
| 36e                                             | 1997–2000    |        | Herb Gray   | Libéral       |
| 37e                                             | 2000–2002    |        | Herb Gray   | Libéral       |
| 37e                                             | 2002-2004    |        | Brian Masse | Néo-démocrate |
| 38e                                             | 2004–2006    |        | Brian Masse | Néo-démocrate |
| 39e                                             | 2006–2008    |        | Brian Masse | Néo-démocrate |
| 40e                                             | 2008–2011    |        | Brian Masse | Néo-démocrate |
| 41e                                             | 2011–2015    |        | Brian Masse | Néo-démocrate |
| 42e                                             | 2015–2019    |        | Brian Masse | Néo-démocrate |
| 43e                                             | 2019–2021    |        | Brian Masse | Néo-démocrate |
| 44e                                             | 2021–Présent |        | Brian Masse | Néo-démocrate |

## Circonscription provinciale
Depuis les élections provinciales ontariennes du 4 octobre 2007, l'ensemble des circonscriptions provinciales et des circonscriptions fédérales sont identiques.